# Phrynosoma wigginsi
Phrynosoma wigginsi är en ödleart som beskrevs av Montanucci 2004. Phrynosoma wigginsi ingår i släktet paddleguaner, och familjen Phrynosomatidae. Inga underarter finns listade i Catalogue of Life.
Arten förekommer i södra delen av halvön Baja California i Mexiko.